# Organización Renovadora Auténtica
Organización Renovadora Auténtica (ORA) es un partido político evangélico venezolano, fundado originalmente en 1987 por los dirigentes políticos Godofredo Marín y Carlos Méndez, siendo el primer partido de confesión evangélica de ese país.
El partido considera que el cristianismo no es una ideología política de izquierda, de derecha o de centro y que su forma de gobernar sería bajo los «sagrados y nobles principios cristianos del amor, la paz, la fe y la esperanza, pero sobre todo el amor a Dios y al Pueblo, la tolerancia, la libertad religiosa y el pluralismo político». También promueve una democracia participativa y protagónica y una alianza estado - religión - pueblo, que no trabaje exclusivamente para los cristianos sino con «cristología pluralista», además son innovadores en la promoción de la Sexodiversidad desde el punto de vista cristiano, con pastores como Javier Bertucci.

## Historia
En su primera participación electoral el partido postuló a uno de los fundadores, Godofredo Ramón Marín, como candidato en las elecciones generales de 1988. La promesa electoral del partido se basaba en "gobernar Venezuela por cinco años según la Biblia Evangélica", pero el partido y el candidato no obtuvieron los resultados esperados al quedar en el cuarto puesto con el 0,87% de los votos, sin embargo, la organización obtuvo dos escaños en la Cámara de Diputados del antiguo Congreso de la República. Los Diputados que fueron elegidos en ese entonces, Gabriel Niño Laguado, representante del Estado Zulia y el Modesto Rivero, por el Distrito Federal. En 1993 ORA obtuvo un puesto por el Distrito Federal en la Cámara de Diputados.
En 1998 el partido entra en conflicto cuando un sector decidió apoyar la candidatura de Claudio Fermín a la Presidencia de la República y el otro liderado por el presidente del partido, Godofredo Marín, resolvió respaldar al candidato del partido Acción Democrática Luis Alfaro Ucero. Finalmente este último es inscrito pero la jefatura de su partido decide, posteriormente, retirarle el apoyo por lo cual su postulación perdió fuerza, obteniendo solo el 0,38% de los votos, de los cuales ORA aportó el 0,11%. Ese hecho provocó una fractura del partido dificultando sus opciones para las elecciones generales de 2000, en la cual no postularon candidato presidencial ni obtuvieron escaños en la entonces recién instalada Asamblea Nacional.
Su última participación política fue también en 1998, luego de esto, la inscripción de la agrupación política fue cancelada por el Consejo Nacional Electoral por no haber cumplido sus dirigentes de entonces con su proceso de renovación lo que llevó a la extinción de ORA como partido político.

## Reaparición
En el 2010, el dirigente político Luis Reyes Castillo, hasta entonces Secretario General del partido político JOVEN, establece a ORA no como un partido político, sino como un "movimiento cristiano, social y político", que en un período de dos años cumplió con los requisitos exigidos por el Consejo Nacional Electoral, por lo cual fue reinscrito. En el 2012, Luis Reyes Castillo lanzó su candidatura a la Presidencia de la República por este partido y alcanza la suma de 8.212 votos, lo cual representó el 0,05% de los electores inscritos. El exdirigente político Juan González, uno de los fundadores del partido original en 1987, acusó a Reyes Castillo de secuestrar a esta organización política y sus siglas. Según González, Reyes Castillo descubrió que ORA carecía de jefatura y renunció a la Secretaría General de su partido de entonces, el movimiento político JOVEN, para reorganizar al partido ORA, sin consultarlo con sus fundadores.
En las elecciones del 14 de abril de 2013, después del fallecimiento del Presidente Hugo Chávez, el partido apoyó al candidato oficialista y presidente en funciones Nicolás Maduro. Este apoyo, aún se mantiene en la actualidad, aunque la organización ha presentado sus propios candidatos a las elecciones municipales de Venezuela que serán celebradas el 8 de diciembre de 2013. El 26 de julio de 2021, falleció Luis Reyes Castillo, líder de la organización, falleció. A raíz de su muerte, la organización nombra a Roque Luis Reyes, como líder del partido.

## Resultados electorales

### Elecciones presidenciales
| Elección | Candidato           | Votos  | Porcentaje | Resultado |
| -------- | ------------------- | ------ | ---------- | --------- |
| 1988     | Godofredo Marín     | 63.795 | 0,87%      | No electo |
| 1993     | Modesto Rivero      | 20.814 | 0,37%      | No electo |
| 1998     | Luis Alfaro Ucero   | 7.518  | 0,12%      | No electo |
| 2012     | Luis Reyes Castillo | 8.212  | 0,05%      | No electo |
| 2013     | Nicolás Maduro      | 46.280 | 0,30%      | Electo    |
| 2018     | Nicolás Maduro      | 37.861 | 0.41%      | Electo    |

### Elecciones parlamentarias

##### Senado
Desde su fundación hasta las elecciones realizadas en 1998, el partido no obtuvo representantes al Senado.

##### Congreso Nacional y Asamblea Nacional
| Elección | Diputados | +/- |
| -------- | --------- | --- |
| 1988     | 2/201     | 2   |
| 1993     | 1/203     | 1   |
| 1998     | 2/207     | 1   |
| 2000     | 0/165     | 2   |
| 2020     | 2/277     | 2   |

## Representantes

### Asamblea Nacional

#### Principales
| Diputado                       | Estado que representa |
| ------------------------------ | --------------------- |
| Luis Reyes Castillo (falleció) | Nacional              |
| Jeycar Pérez (renunció)        | Apure                 |

#### Suplentes
| Diputado               | Estado que representa |
| ---------------------- | --------------------- |
| Enmanuel Reyes Barrios | Carabobo              |
| María Bogado Méndez    | Lara                  |